# Sphaerodinus
Sphaerodinus is een geslacht van kevers uit de familie van de loopkevers (Carabidae). De wetenschappelijke naam van het geslacht is voor het eerst geldig gepubliceerd in 1949 door Jeannel.

## Soorten
Het geslacht Sphaerodinus omvat de volgende soorten:
- Sphaerodinus goudoti Jeannel, 1949
- Sphaerodinus pauliani Basilewsky, 1977